# Jörg Fiedler
Jörg Fiedler (n. 21 februarie 1978, Leipzig, RDG) este un  scrimer german specializat pe spadă. A fost dublu campion european la individual (în 2011 și în 2013). Pe echipe, a fost laureat cu bronz la Jocurile Olimpice de vară din 2004 și triplu vicecampion mondial (în 1999, 2003 și 2005).

## Legături externe
Materiale media legate de Jörg Fiedler la Wikimedia Commons
- en  Prezentare Arhivat în 14 octombrie 2014, la Archive.is la Confederația Europeană de Scrimă
- en Jörg Fiedler la Olympedia.org